# BMW E3
 BMW E3/E9 — це серія розкішних шестициліндрових автомобілів, яку також називали New Six. Вона випускалася з 1968 по 1977. Серія була представлена, як відповідь на домінування в класі великих розкішних седанів автомобілів марки Mercedes-Benz, і мала велике значення в підвищення репутації марки BMW, як виробника спортивних, розкішних седанів. Паралельно вироблялася дводверна версія купе. Гоночні версії купе підвищили репутацію BMW в автоспорті. Седани мали внутрішнє ім'я E3, а купе — E9.

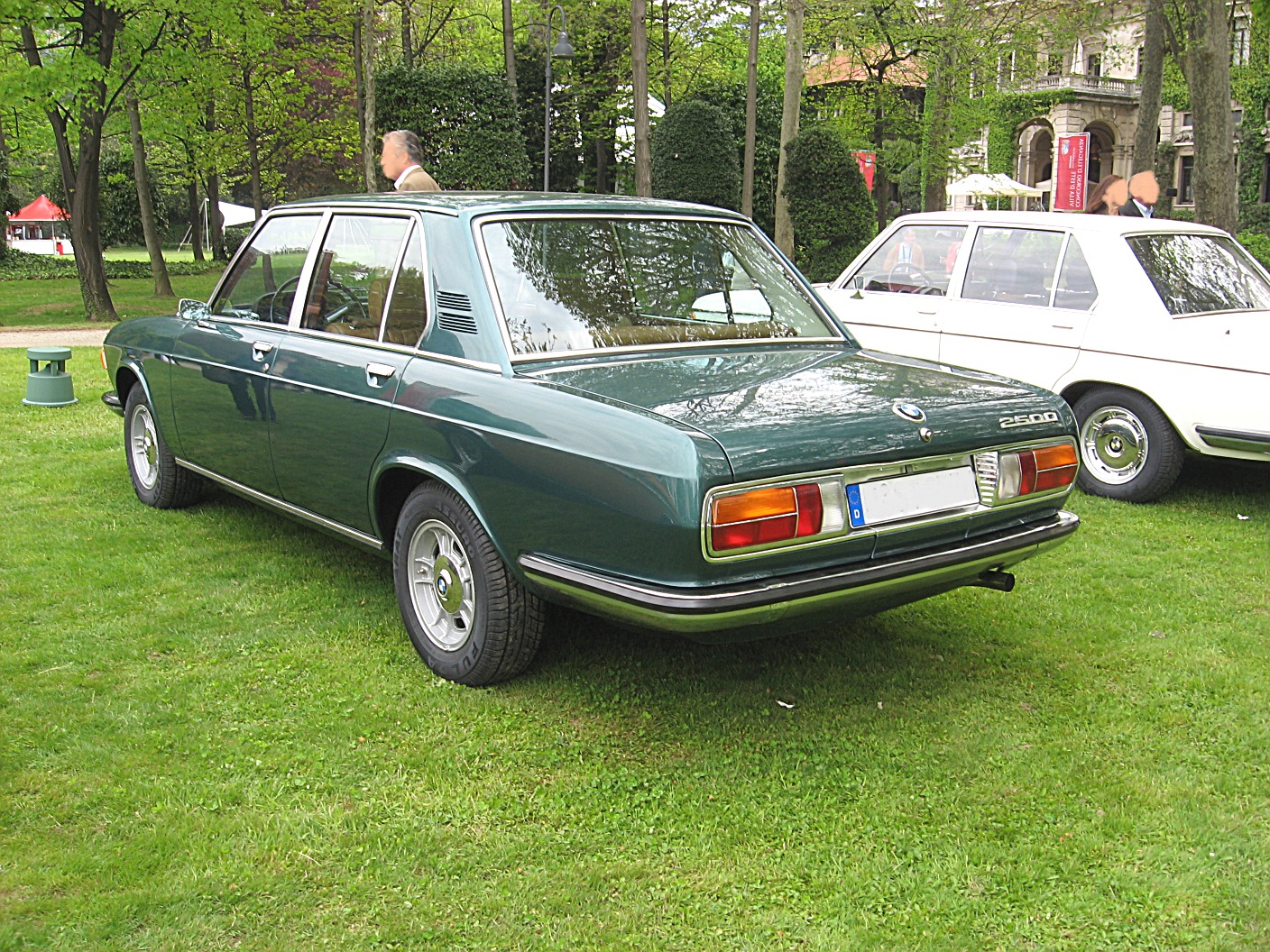
BMW 2500 (1968–1973)

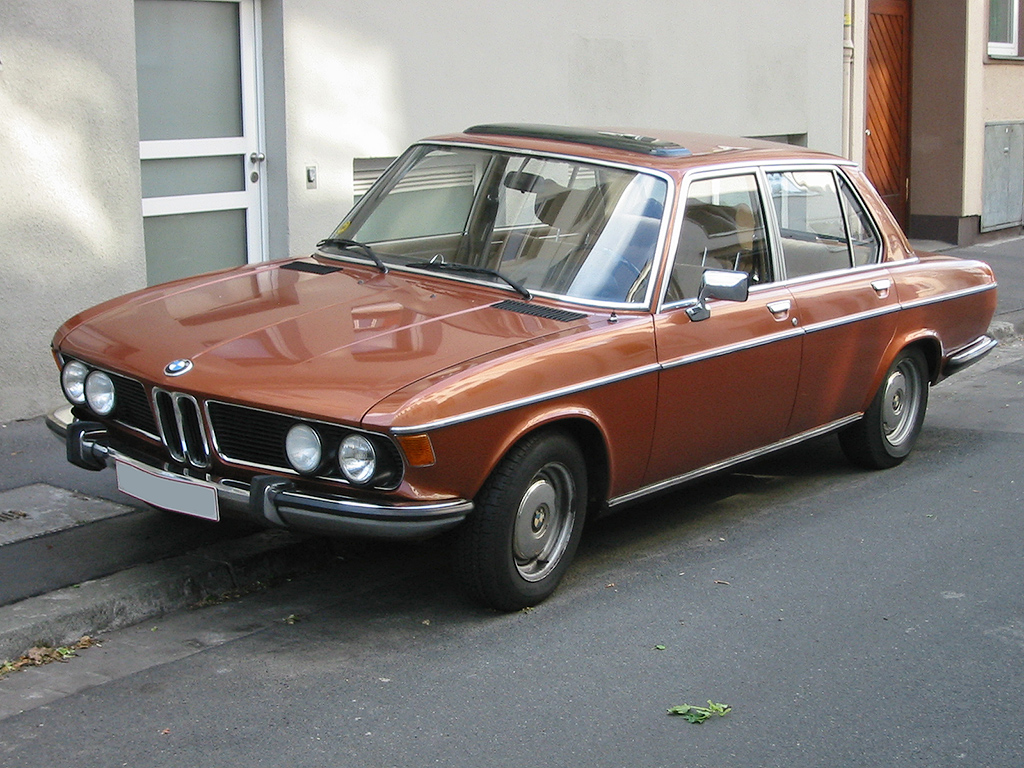
BMW 2500 (1973–1977)

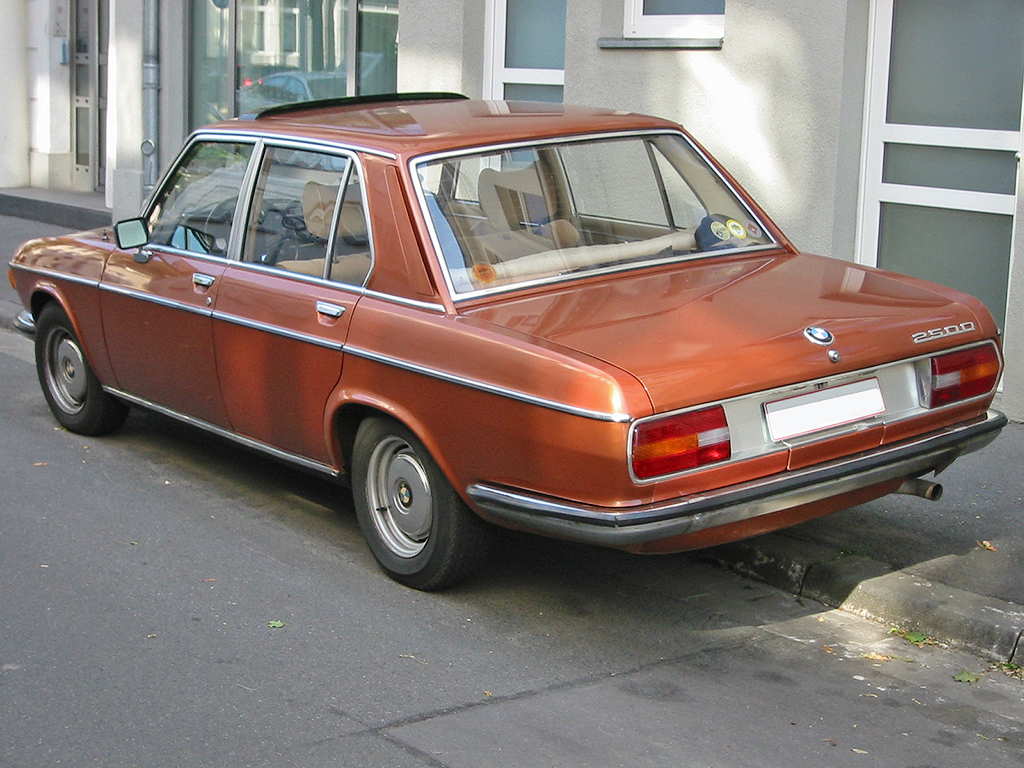
BMW 2500 (1973–1977)

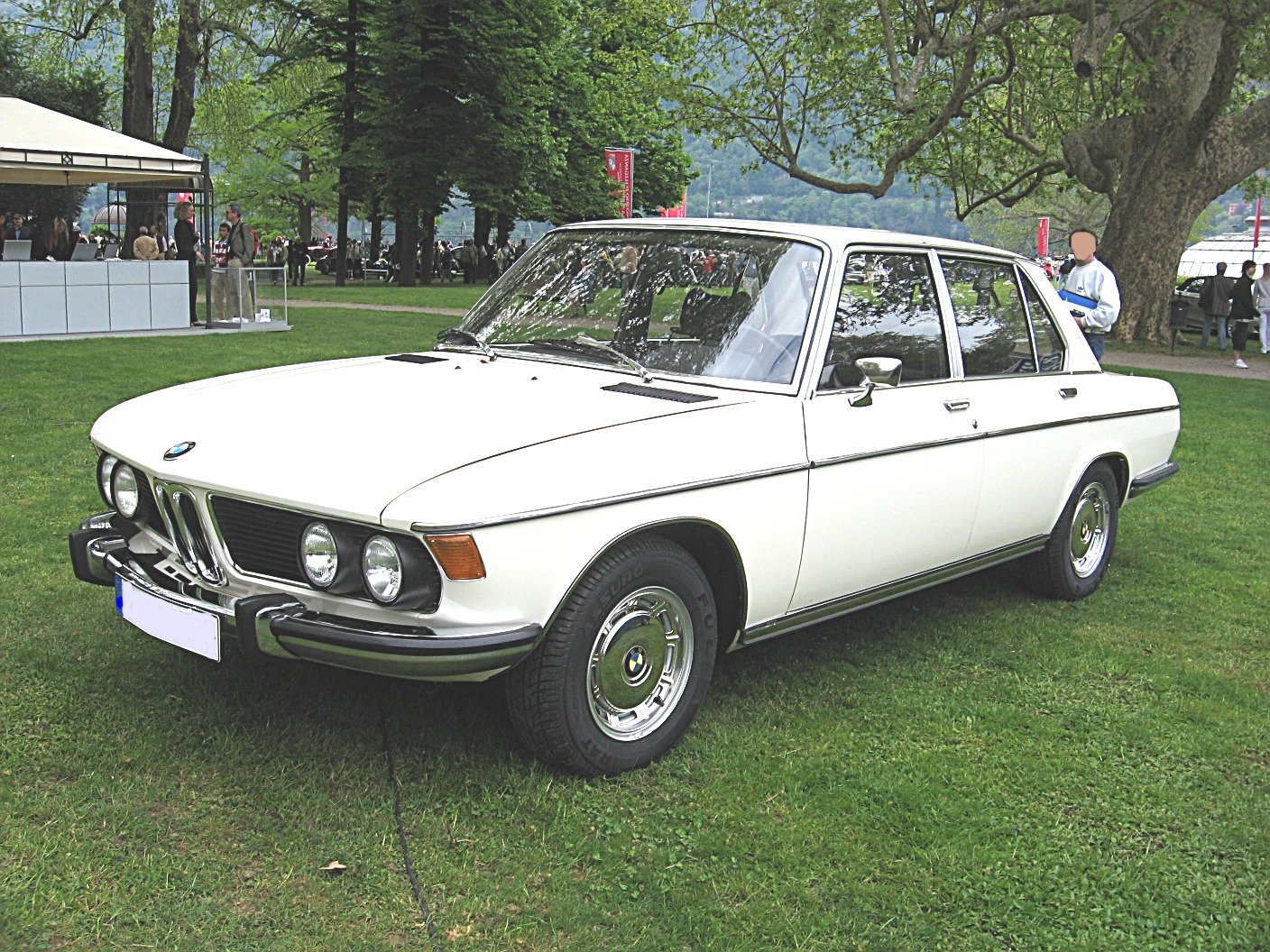
BMW 3,0 S (1973–1977)

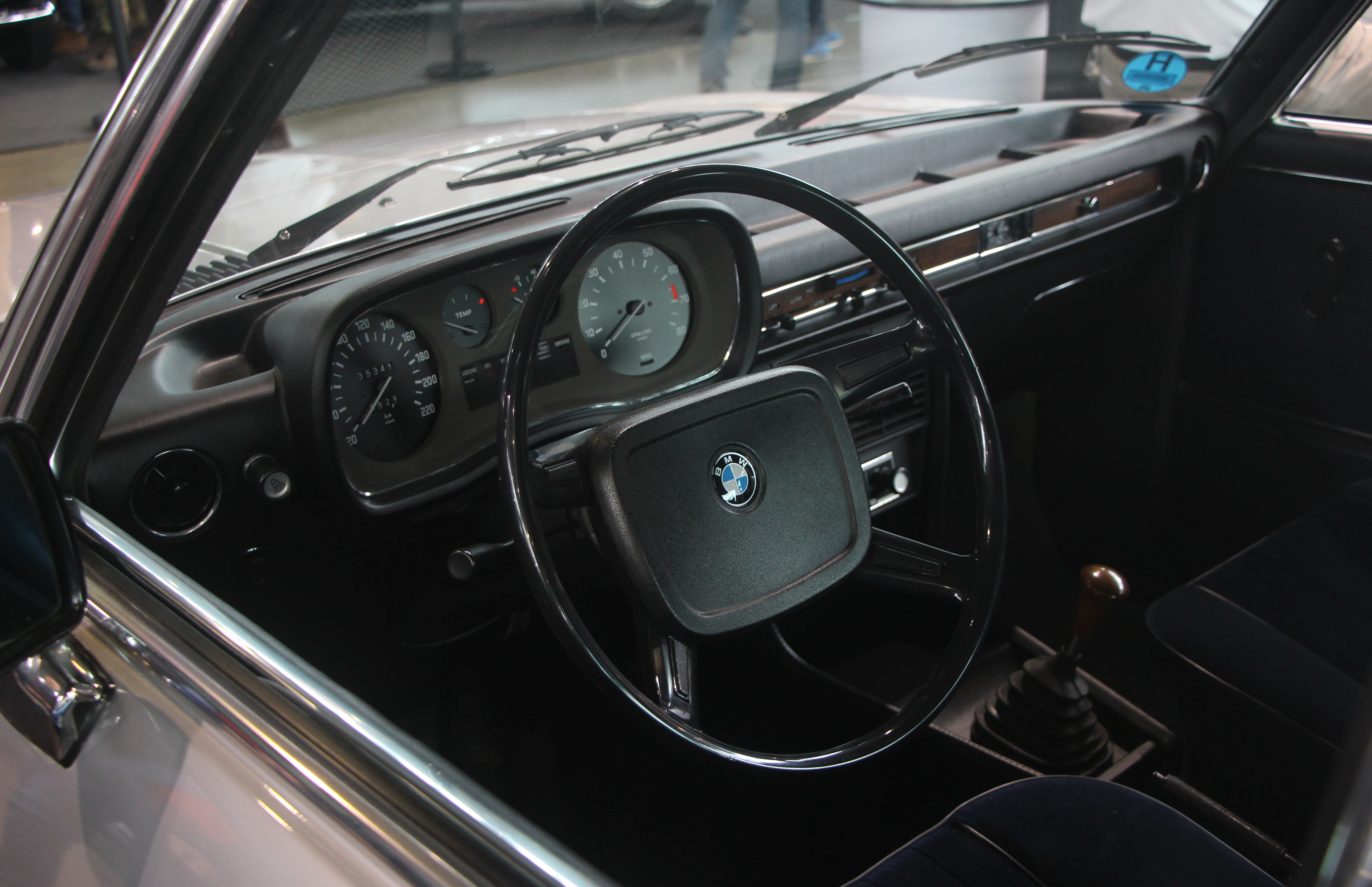

Моделям давалися імена залежно від об'єму їхнього двигуна, і суфікси щоб позначити подовжену версію (L) та впорск палива (i), що з'явився пізніше. Всі купе називалися CS, потім йшли літери i (для моделей з інжектором) або L (для полегшених моделей, які також мали впирск палива та підвищену потужність).
- 2500/2.5, 2.5CS (2478 см3, 150 к.с.)
- 2800/2.8, 2800CS (2769 см3, 170 к.с.)
- 3.0S, 3.0CS (2966 см3, 180 к.с. (використовували подвійні карбюратори Zenith 35/40 INAT))
- 3.0Si, 3.0Li, 3.0CSi (2966 см3, 200 чи 195 к.с., залежно від того яка була встановлена система Bosch D-Jetronic чи L-Jetronic)
- 3.3L (3277 см3, 190 к.с.)
- 3.3Li (3188 см3, 200 к.с.)

Седани 2500 та 2800 в США продавалися під назвою Bavaria. Серія New Six — це прямий предок відомої в наш час 7-серії.

## Седани (E3)
Двома початковими моделями, що були представлені у 1968 і продавалися до 1977, були 2.5 L 2500 та 2.8 L 2800. Модель Bavaria використовувала двигун 2.8 L з інтер'єром від 2500. В Америці, ціни починалися від US$5,000 за Bavaria до $6,874 за повністю «нафарширований» 2800.
Це були просторі 6-циліндрові автомобілі з гарною керованістю та прекрасними відгуками про них.  Road & Track називав модель Bavaria «чудовою» та «вишуканою», роблячи висновок що це «одна з найкращих покупок у світі». Модель 3.0S була представлена у 1971. Вона була більш потужною та дорогою чим 2800; також пропонувалася версія з інжектором. Виробляли також подовжену версію L — це моделі (3.0L, 3.3Li, та ін.), що були гостріші в керуванні у порівнянні з великими моделями Mercedes-Benz того часу. Langley Motors у Thames Ditton UK також виробляло версію з кузовом універсал.

## Двигуни
- 2.5 л M30B25 I6 150 к.с.
- 2.8 л M30B28 I6 170 к.с.
- 3.0 л M30B30 I6 180-200 к.с.
- 3.2 л M30B32LE I6 200 к.с.
- 3.3 л M30B33V I6 190 к.с.